# Ястребель (Столинский район)
Я́стребель (бел. Ястрабель) — деревня в Столинском районе Брестской области Беларуси. Входит в состав Бережновского сельсовета. Население — 0 человек (2023).

## География
Расположена на берегу озера Чертовский омут, в 6 км от деревни Могильное, в 30 км от Столина, в 275 км от Бреста, в 18 км от железнодорожной станции Видибор.

## История
Впервые упоминается в XVIII веке. После Второго раздела Речи Посполитой 1793 года в составе Российской империи. С 1795 года деревня в составе Пинского уезда Минской губернии во владениях помещика Щитова.
С 1921 по 1939 годы в составе Плотницкой гмины Лунинецкого повята Полесского воеводства Польши.
С 1939 года в составе БССР. С 12 октября 1940 года в Бережновском сельсовете Столинского района Пинской области.
C июля 1941 года по начало июля 1944 года была оккупирована немецко-фашистскими войсками, которые сожгли деревню, погубив 2 человек.
С 8 января 1954 года в составе Брестской области.

## Население
| 1897 | 1921 | 1959 | 2005 | 2009 | 2011 | 2019 |
| ---- | ---- | ---- | ---- | ---- | ---- | ---- |
| 45   | ▲ 71 | ▼ 70 | ▼ 3  | ▼ 2  | ▬ 2  | ▼ 1  |